# Sympati

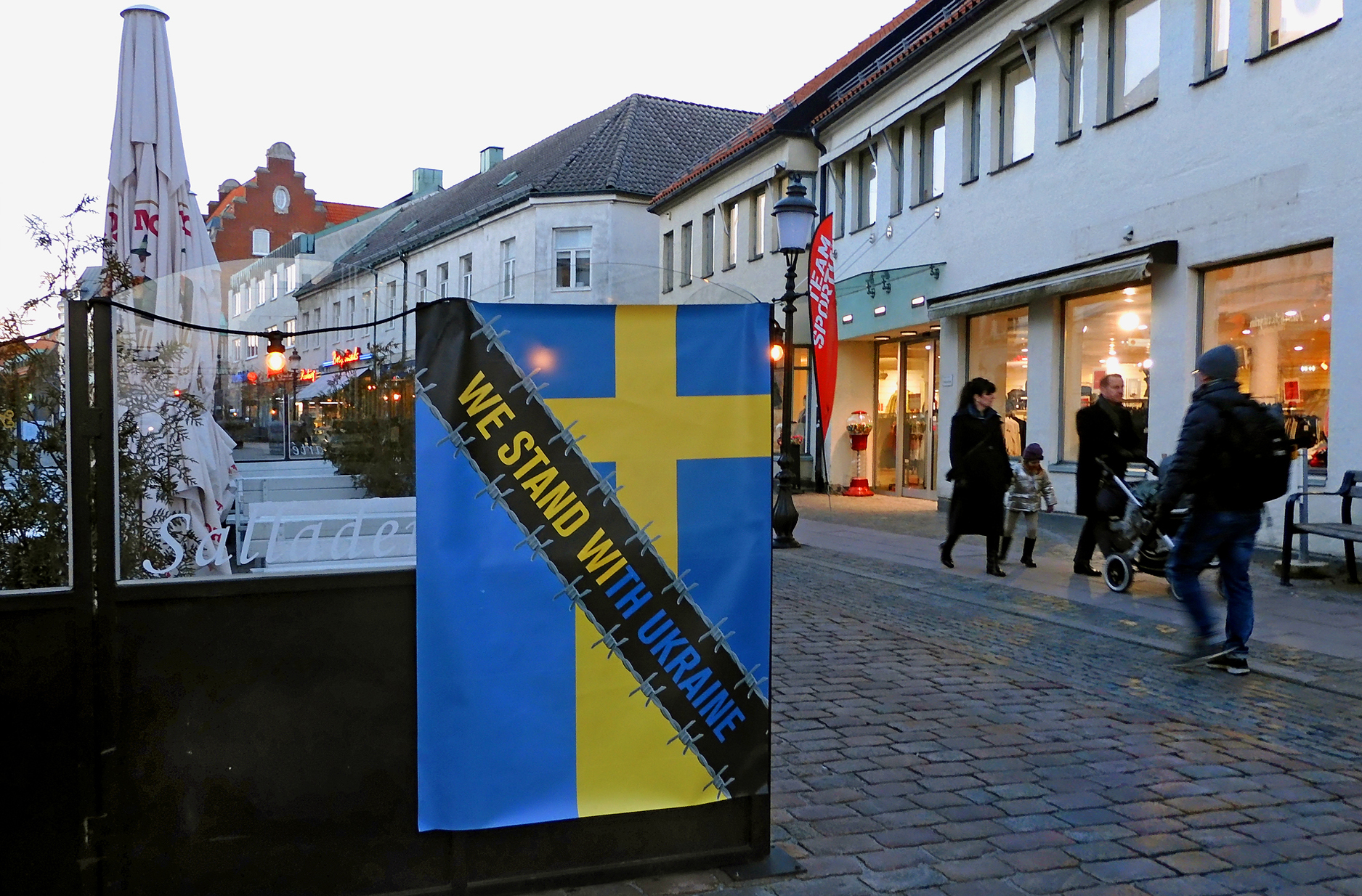
Sympati med Ukraina i form av en banderoll vid en restaurang i centrala Ystad 2022.

Sympati är en känslomässig samhörighet med en annan person. Ofta innebär det att en person upplever ledsamhet, inte på grund av egen bedrövelse utan för att någon annan person som denne är välvilligt inställd till är ledsen. Sympati är att ha en medkänsla för personer, och förstå och sätta sig in i deras situation, utan att själv anamma känslorna. Ej att förväxla med empati, som innebär att man känner medlidande med en annan person och att man tar över den andres känslor.